# Agrilus pubescens
Agrilus pubescens är en skalbaggsart som beskrevs av Fisher 1928. Agrilus pubescens ingår i släktet Agrilus och familjen praktbaggar. Inga underarter finns listade i Catalogue of Life.